# Nova Versão Transformadora
A Nova Versão Transformadora (NVT) é uma tradução da Bíblia em língua portuguesa com base nos textos originais em hebraico, aramaico e grego. Lançada oficialmente em outubro de 2016 pela editora Mundo Cristão, a NVT teve por objetivo produzir uma versão fiel e acessível do texto bíblico.
É equivalente à tradução anglófona New Living Translation (Nova Tradução Vivente), e também à hispanófona Nueva Traducción Viviente (NTV).

## Filosofia de tradução
Os tradutores da NVT se propuseram transpor com clareza a mensagem dos textos originais das Escrituras para o português contemporâneo. Ao fazê-lo, levaram em consideração aspectos tanto da equivalência formal como da equivalência dinâmica. Isto é, traduziram o original do modo mais simples e literal possível quando essa abordagem resultou num texto acessível e preciso. Em contrapartida, buscaram uma abordagem mais dinâmica à mensagem quando a tradução literal era de difícil compreensão, ambígua ou exigia o uso de termos arcaicos ou incomuns.

## Processo e equipe de tradução
O projeto NVT tomou como ponto de partida os métodos de tradução da edição mais recente da New Living Translation (NLT), tradução em língua inglesa publicada pela Tyndale House Publishers e conhecida por sua comunicabilidade e acessibilidade. Em 2010, a Mundo Cristão estabeleceu um Comitê de Tradução, composto por tradutores especializados nas línguas originais e por revisores de estilo e gramática. O Comitê de Tradução foi coordenado inicialmente pelo prof. Carlos Osvaldo Cardoso Pinto (1950–2014), doutor em Hermenêutica e Exposição Bíblica pelo Dallas Theological Seminary. Após seu falecimento, a coordenação foi assumida pelo prof. Estevan F. Kirschner, doutor em Novo Testamento pela London School of Theology. A versão final do texto foi concluída em maio de 2016.

## Base textual
Na tradução do Antigo Testamento, a NVT empregou o Texto Massorético da Bíblia hebraica, representado na Biblia Hebraica Stuttgartensia (1977), com seu amplo sistema de notas textuais e que constitui uma atualização da Biblia Hebraica de Rudolf Kittel (Stuttgart, 1937). Também houve comparações com os Manuscritos do Mar Morto, a Septuaginta e outros manuscritos gregos, o Pentateuco Samaritano, a Peshitta Siríaca, a Vulgata Latina e outras versões ou manuscritos que esclarecem o significado de passagens difíceis.
Os tradutores do Novo Testamento usaram as duas edições clássicas do Novo Testamento em grego: o Greek New Testament, publicado pela United Bible Societies (UBS, 4ª edição revisada, 1993), e o Novum Testamentum Graece, editado por Nestle e Aland (NA, 27ª edição, 1993). No entanto, os tradutores escolheram diferir dos textos gregos da UBS e de NA nos casos em que outras evidências textuais acadêmicas corroboravam sua decisão, seguindo variações encontradas em outras testemunhas textuais antigas. Essas variações significativas são sempre indicadas nas notas textuais da NVT.

## Aspectos da tradução
Segundo os editores, o trabalho de tradução da NVT buscou oferecer um texto que pudesse ser entendido com facilidade por um leitor típico da língua portuguesa contemporânea. Assim, procurou-se usar apenas vocabulário e estruturas gramaticais de uso comum nos dias de hoje. Para isso, houve:
- Conversão de pesos e medidas antigos (p. ex., “efa” [unidade de medida de secos] ou “côvado” [unidade de comprimento]) para equivalentes contemporâneos em língua portuguesa, com notas de rodapé trazendo as medidas literais em hebraico, aramaico ou grego.
- Esclarecimento de linguagem metafórica. Por exemplo, em vez de: “Seu pescoço é como a torre de Davi” (Ct 4.4), traduz-se por: “Seu pescoço é belo, como a torre de Davi”, a fim de esclarecer o sentido positivo pretendido pela símile.
- Atualização de termos teológicos convencionais, com o intuito de resgatar o sentido mais próximo dos conceitos originais. Em lugar, por exemplo, de "evangelho" ou "justificar", usaram-se traduções como "boas-novas" e "declarar justos".
- Uso de linguagem inclusiva, sem desrespeitar a natureza do contexto antigo e, ao mesmo tempo, procurando tornar a tradução mais clara para o público atual. Assim, em vez da tradução tradicional “homem” como sinônimo de espécie humana, optou-se por “seres humanos” ou “humanidade”, dentre outras escolhas.

Além disso, mais de 4.000 notas de rodapé indicam possibilidades de tradução, variações textuais, referências cruzadas e informações contextuais de ordem cultural, geográfica e histórica.

## Tradução dos nomes divinos
Na NVT, todas as ocorrências de ‘el, ‘elohim ou ‘elah foram traduzidas como “Deus”, exceto nos contextos que exigem a tradução “deus(es)”. Em geral, traduziu-se o tetragrama (YHWH) como “o SENHOR”, usando fonte versal/versalete, comum nas traduções em português. Essa tradução o distingue do nome ‘adonai, que foi traduzido como “Senhor”.
No Novo Testamento, o termo grego christos foi traduzido como “Cristo”, com uma nota de rodapé na primeira ocorrência do termo em cada livro trazendo o texto: “Ou Messias. Tanto Messias (do hebraico) como Cristo (do grego) significam “ungido”. O termo grego kurios, por sua vez, é sempre traduzido como “Senhor”.